# William K. Jackson
William Kirk Jackson (ur. 16 września 1901 w Galveston w Teksasie, zm. 13 grudnia 1981 w Nowym Jorku) – amerykański działacz religijny, członek Ciała Kierowniczego Świadków Jehowy.

## Życiorys
W wieku 14 lat został ochrzczony. 1 czerwca 1933 roku został pionierem. 13 listopada 1937 roku został wolontariuszem w Biurze Głównym Towarzystwa Strażnica w Nowym Jorku. Od roku 1941 wraz z prawnikiem Towarzystwa Strażnica – Haydenem C. Covingtonem – wygrał szereg spraw w Sądzie Najwyższym Stanów Zjednoczonych w kwestii wolności religijnej. 15 października 1971 roku został członkiem Ciała Kierowniczego, pracując w Komitecie Służby i Komitecie Wydawniczym. Zmarł w wieku 80 lat.